# 巴西人咖啡馆
巴西人咖啡馆（葡萄牙語：A Brasileira）是里斯本一间著名的咖啡馆，位于希亚多广场一端的加雷特街120号，从不空着。
巴西人咖啡馆开业于1905年11月19日，售卖巴西咖啡。这里是里斯本知识分子聚会场所。

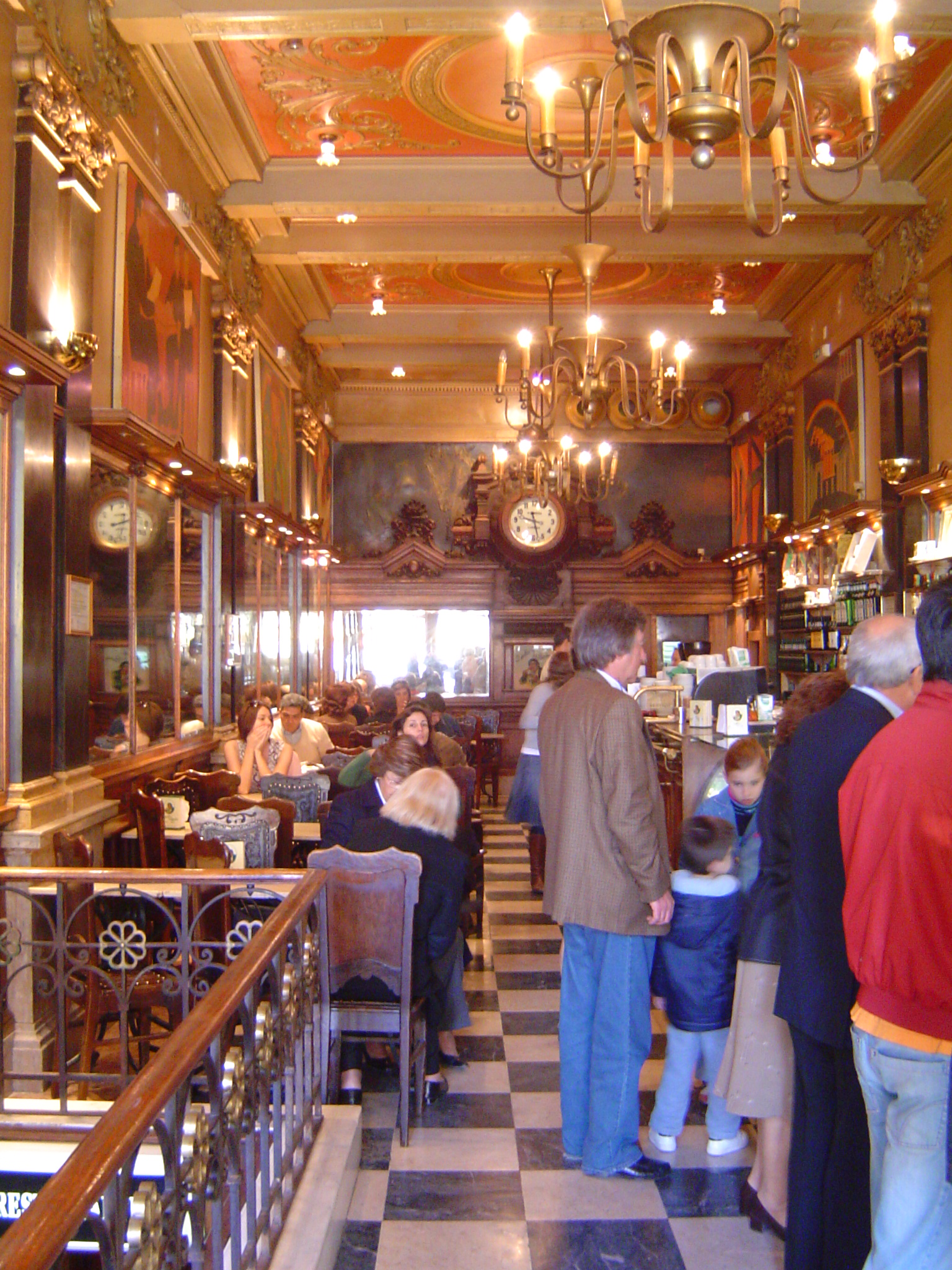

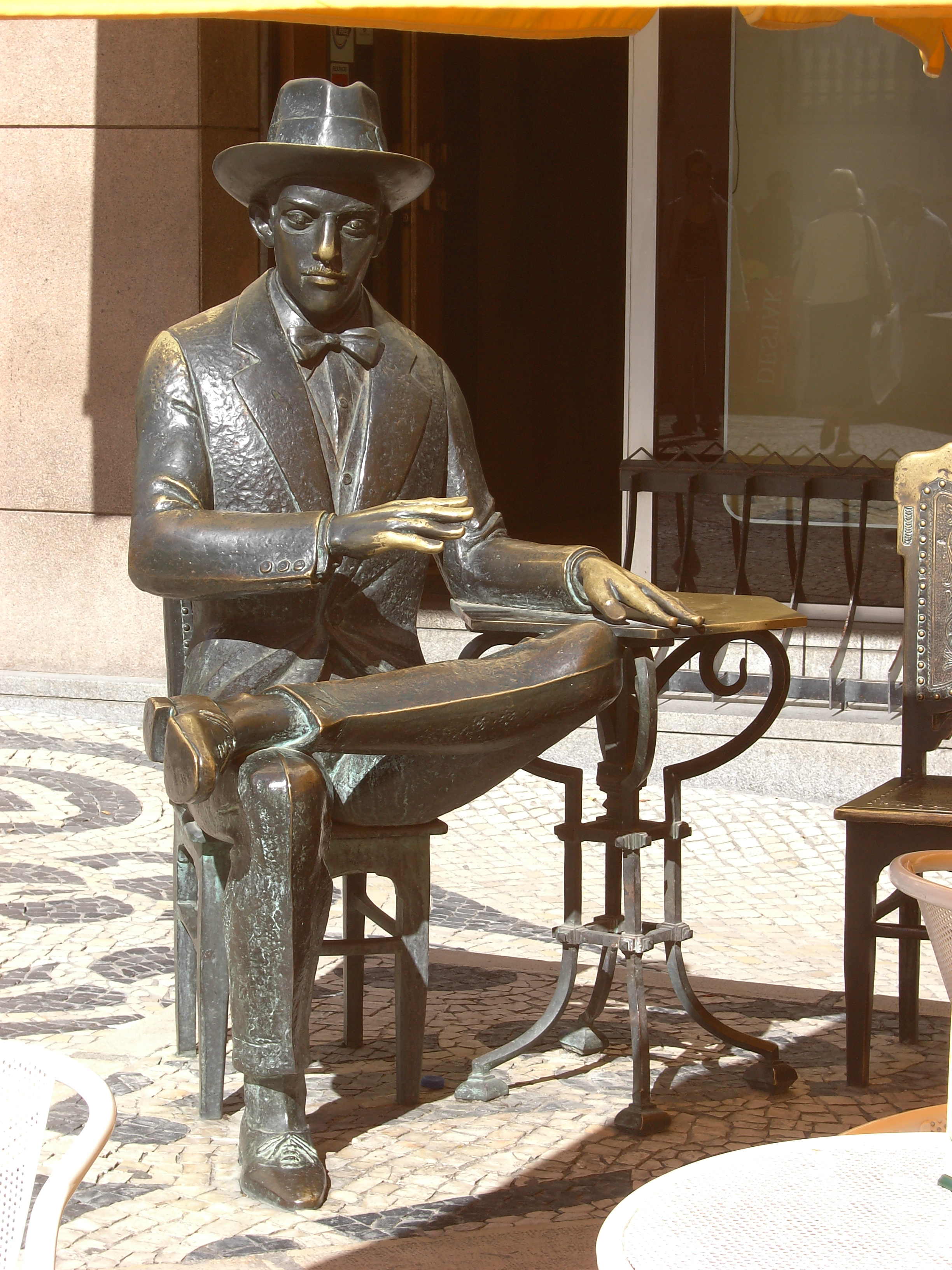
佩索阿铜像

1988年，店外安放了诗人费尔南多·佩索阿的铜像。